# Église Saint-Alexandre-Nevski de Bizerte
 (novembre 2020).
Si vous disposez d'ouvrages ou d'articles de référence ou si vous connaissez des sites web de qualité traitant du thème abordé ici, merci de compléter l'article en donnant les références utiles à sa vérifiabilité et en les liant à la section « Notes et références ».
L'église Saint-Alexandre-Nevski est une église dépendant de l'Église orthodoxe russe qui est située à Bizerte en Tunisie.

## Historique
C'est en 1920 que trente-cinq navires de guerre de la flotte de l'Armée blanche russe arrivent dans le port de Bizerte, en provenance de Crimée, territoire qui venait d'être pris par les bolchéviques. Treize aumôniers militaires orthodoxes figurent parmi les équipages des navires. Les services liturgiques ont lieu au début à bord du cuirassé Georges le Victorieux et à la chapelle Saint-Paul, aménagée dans l'une des casemates du vieux fort de Djebel Kébir, et qui est desservie jusqu'en 1925 environ.

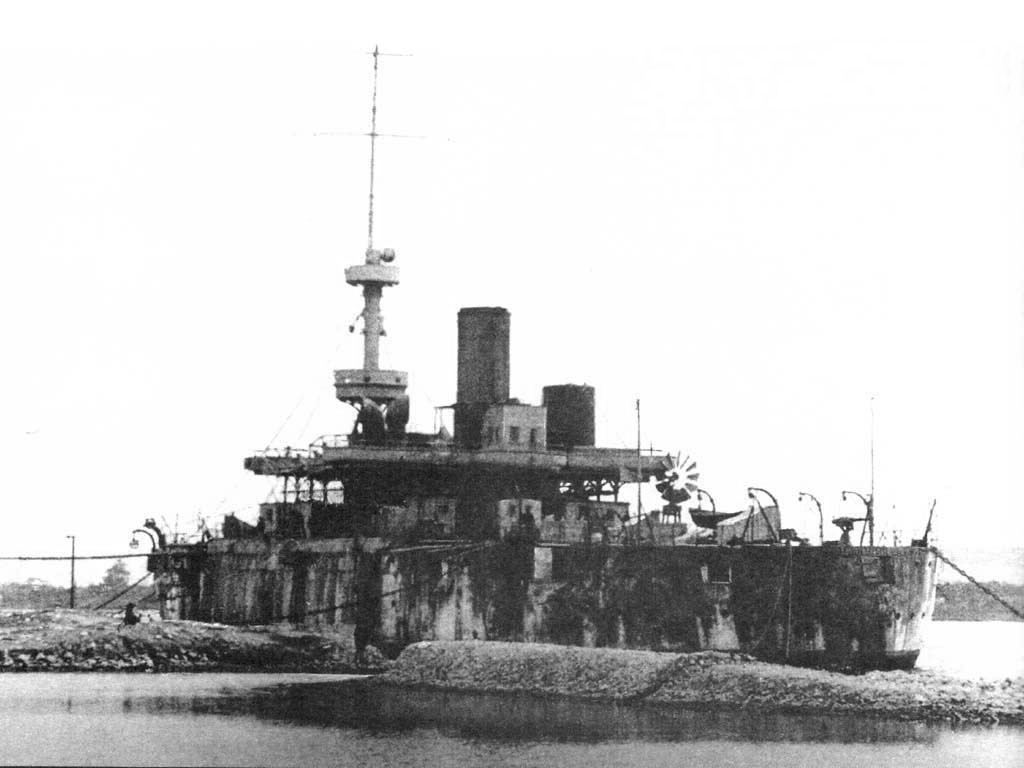
Le Georges le Victorieux, abandonné à Bizerte.

La plupart des marins russes émigrant en France métropolitaine, il ne reste plus que 700 Russes à Bizerte en 1925. Les services ont lieu dans un appartement de Tunis et la communauté paroissiale est placée sous la juridiction de l'Église orthodoxe russe hors frontières.
Après le démantèlement ou la vente des navires russes, un comité de Russes blancs se crée afin de réunir des fonds pour la construction d'une église en souvenir de l'escadre. Les autorités françaises donnent l'autorisation de construire en 1936. Celle-ci débute en 1937 sous souscription, les fonds étant réunis par l'Association des orthodoxes de Bizerte nouvellement créée. Le projet de construction est confié au colonel du génie N.S. Soukharjevski.
L'église, située dans le prolongement de la rue d'Espagne, est terminée et consacrée le 10 septembre 1938. Elle est dédiée à saint Alexandre Nevski et construite en style néo-russe. L'église est endommagée par des bombardements alliés en 1942-1943 et restaurée après la Seconde Guerre mondiale. Lorsque la Tunisie accède à l'indépendance en 1956, la plupart des paroissiens russes quittent le pays. Le dernier prêtre desservant part en 1962 ; il ne reste alors plus que deux familles de paroissiens. L'église est peu à peu laissée à l'abandon bien que deux services y sont célébrés dans l'année : l'un à Noël et l'autre à Pâques. Le célébrant est issu de l'Église grecque orthodoxe du patriarcat d'Alexandrie.
La vie paroissiale renaît peu à peu à partir de la fin des années 1980, lorsque quelques dizaines d'émigrants de l'ancienne URSS disparue s'installent dans les environs. Ce sont surtout des épouses de Tunisiens issues de Russie, de Biélorussie ou d'Ukraine. La paroisse se place sous la juridiction du patriarcat de Moscou en février 1992.

## Intérieur
On trouve à l'intérieur de l'église une plaque de marbre où sont gravés les noms des navires de l'escadre russe de Bizerte. Les portes royales de l'iconostase sont recouvertes du drapeau de Saint-André, emblème de la marine impériale russe, qui se trouvait à bord du Georges le Victorieux.
Le Conseil municipal de Bizerte a décidé en 2006 de baptiser la place devant l'église du nom d'Anastasia Manstein-Chirinsky qui est officieusement à la tête des paroissiens pendant de nombreuses années et la dernière survivante à Bizerte de l'époque de l'escadre russe. Les derniers survivants de l'escadre sont Nathalie Vladimirovna Plotto-Rousseau (née le 27 septembre/10 octobre 1918 à Sébastopol, qui a eu 102 ans en 2020) et son frère Alexandre Vladimirovitch Plotto (1920, Sébastopol-2018, Paris) ; c'est leur mère Evguenia Sergueievna Kousltrem-Plotto-Ilovaïsky et son second mari Ivan Sergueieivitch Ilovaïsky qui se sont occupés de l'église dans les années 1970-1980.